# 竹内敏晴
竹内 敏晴（たけうち としはる、1925年（大正14年）3月31日 - 2009年（平成21年）9月7日）は、東京生まれの日本の演出家。
「竹内レッスン」と呼ばれる演劇的レッスンを基にした独自の「からだとことば」のワークショップを主宰した。
生後すぐに難聴になり耳がまったく聞こえなくなった後、少年期から青年期にかけて薬による治療効果で徐々に片耳が聞こえるようになり、一般には自然に済んでしまう言語習得を意識的に自力で行わなければならなかった、という特殊な経験と、その間培われた鋭敏な感覚により、人と人とが声やことばを本当には交わし合ってはいないこと、つまりふれあっていないことに気づき、演出家への道を歩む上で演技とは何かを追求することと相まって、演技レッスンにより、人と人との真のふれあいとは何か、出会いとは何かを探り、一人一人の人間的可能性を開くことを目指すようになる。
その場はやがて「竹内レッスン」と呼ばれ、東京から、名古屋、大阪などで定期的に開かれるようになる。哲学者・教育者の林竹二との出会いにより、学校教育の現場にも深く関わるようになり、自伝的著書『ことばが劈かれるとき』の出版が注目されたこともあり、全国の学校や大学、各種団体（心理学や教育学の学会等）などでもレッスンを行うようになる。
自身の経験から、戦前、戦中、戦後の教育に反発と危機感を抱き続け、「からだとことば」という独自の視点からなる多くの著作、専門誌などへの寄稿を残し、警鐘を鳴らし続けた。

## 生涯
1925年、東京府北豊島郡板橋町（現・東京都板橋区）に生まれる。父方の祖父は武道家、父は速記者カ月で始まった中耳炎で難聴になる。
旧制浦和中学に入学した頃に慢性化した中耳炎が悪化、音がまったく聞こえなくなる。
中学4年時、新薬の投与によって耳疾がやや快方に向い、右耳が聞こえ始める。翌年、右耳の聴覚が劇的に回復、同時に自力・独力による言語習得の苦難が始まる。同年、日本は第二次世界大戦に突入。
旧制第一高等学校理科甲類に入学。耳が聞こえない状態が長期にわたったことからまともにことばを話せない状態が続いたため、第一高等学校に入学したときに寮では自己紹介すらできなかったという。だが弓道部に入り比類なき成績を残す。寮でにスームなどを経験し読書に没頭する。勤労動員として弓術部の同室の仲間たちと電線工場へ配属された。在学中に敗戦を迎え、そのショックで失語状態に陥り、何度か自死をはかるが未遂に終わる。
東京帝国大学文学部歴史学科に入学するも、敗戦の絶望感が消えなかった。そんな折に、東大で中国文学者・竹内好がおこなった「中国における近代意識の形成─魯迅の歩いた道」と題する講演を聴き、「─魯迅は自分を新しいものと考えたことはなかった。いつも古いものとしてとらえた。そしてその自分の古さを徹底的に憎むことによって、中国の社会の古いものと闘った。─」　という内容に深い感銘を受け、その帰り道、道傍で遊ぶ子どもたちを目にし、「おれはもうダメだ。新しく生きられない。しかし、もう二度とこの子どもたちに、おれと同じ教育はさせない。おれの歪みをてこにして、おれと同じように人間性を圧殺する教育を子どもたちに向けようとするものを嗅ぎわけ、そして闘い殺してやる。」と、決意する。
東京大学文学部卒業後、演出家・岡倉士朗に師事し、岡倉が参加していた劇団「ぶどうの会」演出部に所属する。木下順二の『夕鶴』ほか、歌舞伎、新派、オペラなどで岡倉の助手を務める。32歳で初演出を担当した。しかし、1964年に「ぶどうの会」が上演を企画した『ザ･パイロット』（宮本研作）をめぐり、劇団内で上演の延期を主張する古参団員と予定通りの上演を求める若手演出家･団員が対立し、竹内は延期の可否について討議していた企画委員会の委員を辞任して、その後9月3日に退会を発表した。これが直接のきっかけとなって「ぶどうの会」は解散を決定した。
「ぶどうの会」退会後、アングラ演劇、小劇場運動のさきがけとされる「代々木小劇場＝演劇集団・変身」に参加。秋浜悟史、宮本研ほか、多くの作品を演出する。この間、野口体操の創始者・野口三千三らと協力して、演劇の基本訓練を組み立てる試みを始める。
46歳の時、桐朋学園大学演劇科講師となる。「代々木小劇場＝演劇集団・変身」を退団した。
47歳時には、野口三千三、増位禎紀（声楽家）、西田堯（舞踊家）、池田潤子（イケダ自然体操）などの協力を得て「竹内演劇教室（翌年「竹内演劇研究所」に名称変更）」を開設した。「演技レッスンの形によってしか劈かれない人間の可能性を劈く手伝いをしたい」と挨拶する。ここから本格的にスタートした演劇的ワークショップの場は、しだいに「竹内レッスン」と呼ばれるようになって行く。その後、継続して竹内レッスンを受けたい人たちによって、「からだとことばの会」、「混沌の会」、「からだとことばのレッスン」、などの場が設けられた。
48歳の時に、宮城教育大学非常勤講師となる。
50歳で『ことばが劈かれるとき』（思想の科学社）を刊行した。ほぼ同時に市川浩『精神としての身体』が刊行され、身体論のさきがけとして並び称される。当時宮城教育大学学長の教育哲学者、林竹二の、小学校での授業実践「人間について」にふれ、数年後の沖縄での授業や、兵庫県立湊川高等学校（定時制）などで行われた授業にも立ち会い、自分のレッスンとは違う形で生徒たちが深い集中の顔を見せる様子にショックを受け、林竹二とふれあう内に、岡倉士朗に次ぐ、第二の師と仰ぐようになる。
51歳の時に国立特殊教育総合研究所の講師となり、翌年東京大学教育学部非常勤講師にも就任した。林竹二と湊川高校、兵庫県立尼崎工業高等学校に入り、授業という形でレッスンを行ったり、関わっていた演劇集団の人たちと共に芝居を持ち込み、上演したりした。こうした関わりは以後10年ほど続く。
54歳で、宮城教育大学に教授に就任した。翌年、東京都立南葛飾高等学校の定時制非常勤講師となり、演劇の課目を設置する。以後、湊川高校や尼崎工業高校と同様の関わりが続く。
61歳で「竹内演劇研究所」を解散した。その後、年間カリキュラムなどを設けず、毎回参加・不参加自由の新たな「竹内レッスン」の場を東京に開く。それは後に名古屋や大阪でも定期的に開かれるようになる。また、求められて、全国各地の団体や学校、大学などでもレッスンを行う。62歳の時に南山短期大学人間関係科教授に就任した。
70歳で名古屋聖霊短期大学教授となる。この頃から、定期的に開かれていた各地の「竹内レッスン」参加者有志とともに、創作劇・構成劇の上演などをふくむ、後に「オープンレッスン─八月の祝祭」と名づけられる公開の発表会のようなものを毎年行うようになる。（名称や形態は時・ところによって多少変化した）
2009年に膀胱癌が発覚して闘病を続ける中、最後の「オープンレッスン─八月の祝祭」を上演した。同年9月7日死去（満84歳没）。

## 身体への感受性
竹内敏晴は、人のからだの感じを自分のからだのことのように感じる力に長けていたという。たとえば声が詰まっている人のからだに接して、外側から見て判断するのではなく、どこがどう詰まっているのか、そのからだの感じを内側から感じて、その人にはたらきかけ、多くの人の声を見事に劈き、「声の産婆」と呼ばれた。また、人のからだの姿勢や動きを見事に真似し、その姿勢や動きの志向するものを自らのからだで感じ直して、指摘することができた。こうした人のからだを直に見取る力は「竹内レッスン」時に生かされた。

## 著書
- 『劇へ からだのバイエル』青雲書房 1975年
- 『ことばが劈(ひら)かれるとき』思想の科学社 1975年/ちくま文庫 1988年
- 『話すということ 朗読源論への試み』 国土社 1981年4月
- 『からだが語ることば α+教師のための身ぶりとことば学』 評論社 1982年4月
- 『子どものからだとことば』晶文社 1983年
- 『ドラマとしての授業』評論社 1983年12月
- 『時満ちくれば 愛へと至らんとする15の歩み』筑摩書房 1988年8月
- 『からだ・演劇・教育』岩波新書 1989年4月
- 『「からだ」と「ことば」のレッスン』講談社現代新書 1990年
- 『愛の侵略 マザー・テレサとシスターたち』筑摩書房 1993年10月
- 『老いのイニシエーション』岩波書店 1995年
- 『ことばとからだの戦後史』ちくま学芸文庫 1997年
- 『日本語のレッスン』講談社現代新書 1998年
- 『教師のためのからだとことば考』ちくま学芸文庫 1999年
- 『癒える力』晶文社 1999年
- 『ドラマの中の人間』晶文社 1999年
- 『動くことば動かすことば』ちくま学芸文庫
- 『思想する「からだ」』晶文社 2001年5月
- 『待つしかない、か。二十一世紀身体と哲学』木田元共著 春風社 2003年2月
- 『からだ=魂のドラマ 「生きる力」がめざめるために』（林竹二との共著）藤原書店 2003年7月
- 『竹内レッスン ライブ・アット大阪』春風社 2006年8月
- 『生きることのレッスン 内発するからだ、目覚めるいのち』トランスビュー 2007年6月
- 『声が生まれる―聞く力・話す力 』中公新書 2007年
- 『「出会う」ということ』]藤原書店 2009年10月
- 『竹内敏晴語り下ろし自伝 / レッスンする人』藤原書店 2010年9月
- 『セレクション/竹内敏晴の「からだと思想」全4巻』藤原書店 2013年 - 2014年
- 『〔新版〕待つしかない、か。 身体と哲学をめぐって 』木田元共著 春風社 2014年